# Esquadrão N.º 2 da RAAF
O Esquadrão N.º 2 é um esquadrão da Real Força Aérea Australiana (RAAF) que opera a partir da Base aérea de Williamtown, perto de Newcastle, Nova Gales do Sul. Formado em 1916 ainda no Australian Flying Corps, tem usado ao longo da sua existência uma grande variedade de aeronaves, incluindo caças, bombardeiros e aviões de Sistema Aéreo de Alerta e Controle.
Durante a Primeira Guerra Mundial, o esquadrão operou na Frente Ocidental realizando operações de combate aéreo e ataque ar-solo. Extinto em 1919, foi novamente formado em 1922, mas apenas durou alguns meses até ser extinto novamente. Mais tarde, em 1937, foi novamente criado e prestou serviço na Segunda Guerra Mundial, no Sudeste do Pacífico. No pós-guerra, foi equipado com bombardeiros English Electric Canberra e prestou serviço na Emergência Malaia e na Guerra do Vietname. Em 1982 o esquadrão foi novamente extinto devido à retirada de serviços dos bombardeiros Canberra.
No ano 2000 foi novamente estabelecido para operar os aviões Boeing 737 AEW&C "Wedgetail". Um dos seus seis Boeing 737 foi destacado para o Médio Oriente em Setembro de 2014, como parte da contribuição australiana na coligação internacional de combate contra o Estado Islâmico.